# Spirorbis clavus
Spirorbis clavus är en ringmaskart som beskrevs av Harris 1968. Spirorbis clavus ingår i släktet Spirorbis och familjen Serpulidae. Inga underarter finns listade i Catalogue of Life.